# 152ª Brigata cacciatori
La 152ª Brigata cacciatori autonoma (in ucraino 152-га окрема єгерська бригада?, 152-ha okrema jehers'ka bryhada, unità militare A4948) è un'unità di fanteria leggera delle Forze terrestri ucraine, subordinata al Comando operativo "Nord" e con base a Pyrjatyn.

## Storia
L'unità è stata costituita il 13 settembre 2023 come 152ª Brigata meccanizzata (in ucraino 152-га механізована бригада?, 152-ha mechanizovana bryhada). Il 30 dicembre è stata ufficialmente annunciata la creazione della brigata, la quale è formata da soldati coscritti nel corso dell'anno e ufficiali provenienti da altre unità più esperte. Già a partire da novembre ha iniziato l'addestramento del nuovo personale. Ad agosto 2024 l'unità, probabilmente per la mancata disponibilità di sufficienti mezzi corazzati, è stata riorganizzata come brigata cacciatori.
All'inizio di settembre 2024 la brigata è stata impiegata in combattimento per la prima volta, venendo schierata nel settore di Pokrovs'k per contribuire alla difesa contro l'offensiva russa in direzione della città insieme alla 71ª Brigata cacciatori e al 425º Battaglione d'assalto.

## Struttura
- Comando di brigata[8]
- 1º Battaglione cacciatori
- 2º Battaglione cacciatori
- 3º Battaglione cacciatori
- 1º Battaglione fucilieri
- 2º Battaglione fucilieri
- Battaglione sistemi senza pilota "Ewoks"
- Gruppo d'artiglieria
- Battaglione artiglieria missilistica contraerei
- Battaglione genio
- Battaglione logistico
- Compagnia ricognizione
- Compagnia comunicazioni
- Compagnia medica

## Simboli
Lo stemma della brigata combina, su fondo verde, diversi elementi simbolici dell'esercito della Repubblica Popolare Ucraina. Al centro è raffigurata una čička, tradizionale coccarda gialla e blu della Legione dei Fucilieri Sič, unità ucraina inquadrata nell'Esercito austro-ungarico durante la prima guerra mondiale. Lo sperone d'argento rappresenta l'Ordine dello Sperone di Ferro, onorificenza creata nel novembre 1916 presso l'accademia dei fucilieri ucraini, dal cui inno è stato inoltre tratto il motto dell'unità: "Non osiamo avere paura".

## Comandanti
- Colonnello Jurij Maksymiv (settembre 2023 - giugno 2025)[10][11]
- Colonnello Valerij Lys (giugno 2025 - in carica)[12]